# Кастелново дел Фриули
Кастелново дел Фриули (итал. Castelnovo del Friuli) је насеље у Италији у округу Порденоне, региону Фурланија-Јулијска крајина.
Према процени из 2011. у насељу је живело 61 становника. Насеље се налази на надморској висини од 299 м.

## Становништво
| 1936. | 1951. | 1961. | 1971. | 1981. | 1991. | 2001. | 2011. |
| ----- | ----- | ----- | ----- | ----- | ----- | ----- | ----- |
| 2.494 | 2.472 | 2.054 | 1.141 | 1.016 | 890   | 899   | 913   |